# Tashkent Open
Tashkent Open är en tennisturnering som spelas årligen i Tasjkent, Uzbekistans huvudstad. Turneringen för damer startade 1999, spelas utomhus på hardcourt och ingår i kategorin International på WTA-touren. Turneringen innefattade också tävlingar för herrar, vilka varade mellan 1997 och 2002.

## Resultat

### Damsingel
| År   | Mästare                 | Finalist            | Resultat         |
| ---- | ----------------------- | ------------------- | ---------------- |
| 1999 | Anna Smashnova          | Laurence Courtois   | 6–3, 6–3         |
| 2000 | Iroda Tuljaganova       | Francesca Schiavone | 6–3, 2–6, 6–3    |
| 2001 | Bianka Lamade           | Seda Noorlander     | 6–3, 2–6, 6–2    |
| 2002 | Marie-Gaianeh Mikaelian | Tatstsiana Putjak   | 6–4, 6–4         |
| 2003 | Virginia Ruano Pascual  | Saori Obata         | 6–2, 7–6(2)      |
| 2004 | Nicole Vaidišová        | Virginie Razzano    | 5–7, 6–3, 6–2    |
| 2005 | Michaëlla Krajicek      | Akgul Amanmuradova  | 6–0, 4–6, 6–3    |
| 2006 | Sun Tiantian            | Iroda Tuljaganova   | 6-2, 6-4         |
| 2007 | Pauline Parmentier      | Victoria Azarenka   | 7–5, 6–2         |
| 2008 | Sorana Cîrstea          | Sabine Lisicki      | 2–6, 6–4, 7–6(4) |
| 2009 | Shahar Pe'er            | Akgul Amanmuradova  | 6-3, 6-4         |
| 2010 | Alla Kudrjavtseva       | Jelena Vesnina      | 6-4, 6-4         |

### Herrsingel
| År   | Mästare             | Finalist            | Resultat    |
| ---- | ------------------- | ------------------- | ----------- |
| 1997 | Tim Henman          | Marc Rosset         | 7–6, 6–4    |
| 1998 | Tim Henman          | Jevgenij Kafelnikov | 7–5, 6–4    |
| 1999 | Nicolas Kiefer      | George Bastl        | 6–4, 6–2    |
| 2000 | Marat Safin         | Davide Sanguinetti  | 6–3, 6–4    |
| 2001 | Marat Safin         | Jevgenij Kafelnikov | 6–2, 6–2    |
| 2002 | Jevgenij Kafelnikov | Vladimir Voltchkov  | 7–6(6), 7–5 |

### Herrdubbel
| År   | Mästare                                 | Finalister                       | Resultat          |
| ---- | --------------------------------------- | -------------------------------- | ----------------- |
| 1997 | Vincenzo Santopadre / Vince Spadea      | Hicham Arazi / Eyal Ran          | 6–4, 6–7, 6–0     |
| 1998 | Stefano Pescosolido / Laurence Tieleman | Kenneth Carlsen / Sjeng Schalken | 7–5, 4–6, 7–5     |
| 1999 | Oleg Ogorodov / Marc Rosset             | Mark Keil / Lorenzo Manta        | 7–6, 7–6          |
| 2000 | Justin Gimelstob / Scott Humphries      | Robbie Koenig / Marius Barnard   | 6–3, 6–2          |
| 2001 | Julien Boutter / Dominik Hrbatý         | Marius Barnard / Jim Thomas      | 6–4, 3–6, [13–11] |
| 2002 | David Adams / Robbie Koenig             | Raemon Sluiter / Martin Verkerk  | 6–2, 7–5          |